# Paolo Giordano (chitarrista)
Paolo Giordano (Pescara, 5 luglio 1962 – Pescara, 29 dicembre 2021) è stato un chitarrista italiano.

## Biografia
Era considerato un chitarrista abilissimo nell'utilizzare la tecnica del fingerstyle, e fu fra i primi in Italia a sperimentare il tapping e altre tecniche percussive avanzate sulla chitarra acustica. Contava varie collaborazioni con cantanti della musica italiana (Lucio Dalla tour Cambio nel 1992, Biagio Antonacci disco Il mucchio) e con musicisti di fama internazionale (tra gli altri Tuck&Patti, Michael Manring, Frank Gambale, Alex Acuña) che collaborarono nei suoi dischi Paolo Giordano, “Kid in a Toyshop” e Have You Seen the Roses?).
Giordano è morto sul finire del 2021 per complicazioni da Covid-19. 

## Discografia
| Titolo Album             | Anno                |
| ------------------------ | ------------------- |
| Paolo Giordano           | 1994 (Step Musique) |
| Kid in a toyshop         | 2000 (Step Musique) |
| Have You Seen the Roses? | 2008 (Step Musique) |